# R136c
R136cとは、かじき座の散開星団であるR136に位置する恒星である。この恒星は、1980年にJ. V. FeitzingerによってR136a、R136bとともに存在が解明され、名づけられた。

## 概要
R136cはWN5hスペクトル型のウォルフ・ライエ星であり、表面温度は56,000 Kである。この恒星は太陽の230倍の質量を持ち、500万倍以上の光度を持つ。この光度は、CNOサイクルという核融合反応が高密度の核で行われているためである。R136cはウォルフ・ライエ星の典型的な例で、R136cは2,400 km/s以上にも及ぶ強い恒星風を放出しており、年間10−5太陽質量以上の質量を失っている。また、この恒星は恒星風の衝突が原因と思われるX線を放出しているため、連星系である可能性が強く疑われているが、連星系であったとしても伴星の光度は連星系全体のうち少ししかないと考えられている。

## 恒星の死
R136cは数百万歳であるのに活発な星であるがために当初持っていた質量の相当量を既に失っている。CNOサイクルにより水素の核融合が行われているため実質的には主系列星であるが、熱対流により核融合で生成された物質が混合されて表面に出てきているため、激しい恒星風のもととなり、進化した恒星でしか見られないようなスペクトルが現れる。
R136cの最期は、重力崩壊より前に失う質量にもよるが、超新星へと変化する可能性もある。連星でなく、金属量が太陽に類似した恒星の最近のモデルではR136cのような質量が最大級の恒星ではIc型超新星になると考えられているが、連星では異なる結果となる可能性がある。これらの超新星のいくつかは、ガンマ線バーストを起こし、最終的にはブラックホールとなると予想されている。